# Joe Allen (Fußballspieler, 1909)
Joseph „Joe“ Allen (* 30. Dezember 1909 in Bilsthorpe; † 29. November 1978 in Rainworth) war ein englischer Fußballspieler. 

## Karriere
Allen kam 1928 als Amateur von Bilsthorpe Colliery zu Mansfield Town in die Midland League und wurde 1929 Profi. Nach einem weiteren Aufenthalt bei Bilsthorpe Colliery, für die er während der Sommerpause auch als Cricketspieler aktiv war, kam er im August 1932 zu Tottenham Hotspur. Diese verliehen den Stürmer zunächst in die Kent League zum Ausbildungsklub Northfleet United, zu seinem einzigen Pflichtspiel für die Spurs kam er im April 1933, als er Willie Hall auf der linken Halbstürmerposition vertrat. In der Second-Division-Partie gegen Bradford City erzielte er dabei Tottenhams Treffer beim 1:1-Unentschieden. Von Mick O’Brien wurde Allen noch im April 1933 zu den Queens Park Rangers geholt, für die er zwei Spielzeiten lang regelmäßig zum Einsatz kam und in insgesamt 51 Ligaspielen sechs Treffer erzielte.
Zur Saison 1935/36 kehrte Allen zu Mansfield Town zurück, die mittlerweile in der Third Division North antraten. Allen, der in der Presse als „raffinierter Pläneschmieder, der weiß wie man für den Mittelstürmer die Gegenspieler [auf sich] zieht“ beschrieben wurde, bestritt die ersten acht Saisonspiele für den Klub und erzielte beim 4:2-Sieg gegen den FC Darlington einen Hattrick. Bereits Ende November 1935 wechselte Allen gegen eine Ablösesumme in die zweite französische Liga zum RC Roubaix und stieg mit dem Klub am Saisonende in die Division 1 auf. Im Dezember 1935 wurde berichtet, dass er für eine Auswahl der nordfranzösischen Zweitligaklubs gegen eine ebensolche Erstligaauswahl nominiert wurde und mit einem Treffer zu einem 5:1-Sieg beitrug.
Im Oktober 1936 versuchte er sich Yeovil & Petters in der Southern League anzuschließen, der Wechsel scheiterte aber an einer nicht näher benannten Sperre durch den französischen Verband, dem die Football Association Folge leistete. Als letzte Station im regulären Spielbetrieb wird der französische Zweitligist FC Nancy geführt. Während des Zweiten Weltkriegs arbeitete Allen im Bergbau und spielte noch sporadisch für Mansfield Town in den regionalen Ersatzwettbewerben der Wartime League. Insgesamt kam er dabei zu 14 torlosen Einsätzen, in der Nachkriegszeit trat er nicht mehr in Erscheinung.